# S-Bahn Stuttgart
El S-Bahn Stuttgart es el tren de cercanías de la región Stuttgart, Alemania. Es un tren pesado (heavy rail) que conecta las poblaciones circunvecinas de Kirchheim-Teck, Backnang, Bietigheim, Marbach, Schorndorf, Weil der Stadt, Herrenberg, Filderstadt y el Aeropuerto de Stuttgart con el centro de la ciudad. El sistema es explotado por la compañía alemana de trenes  Deutsche Bahn. El sistema se compone actualmente de siete líneas.

## Tipología

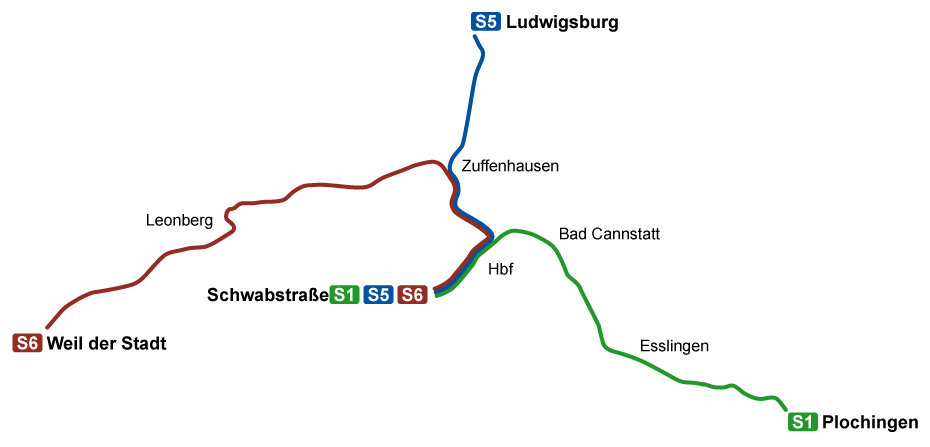
Red del S-bahn Stuttgart en 1978

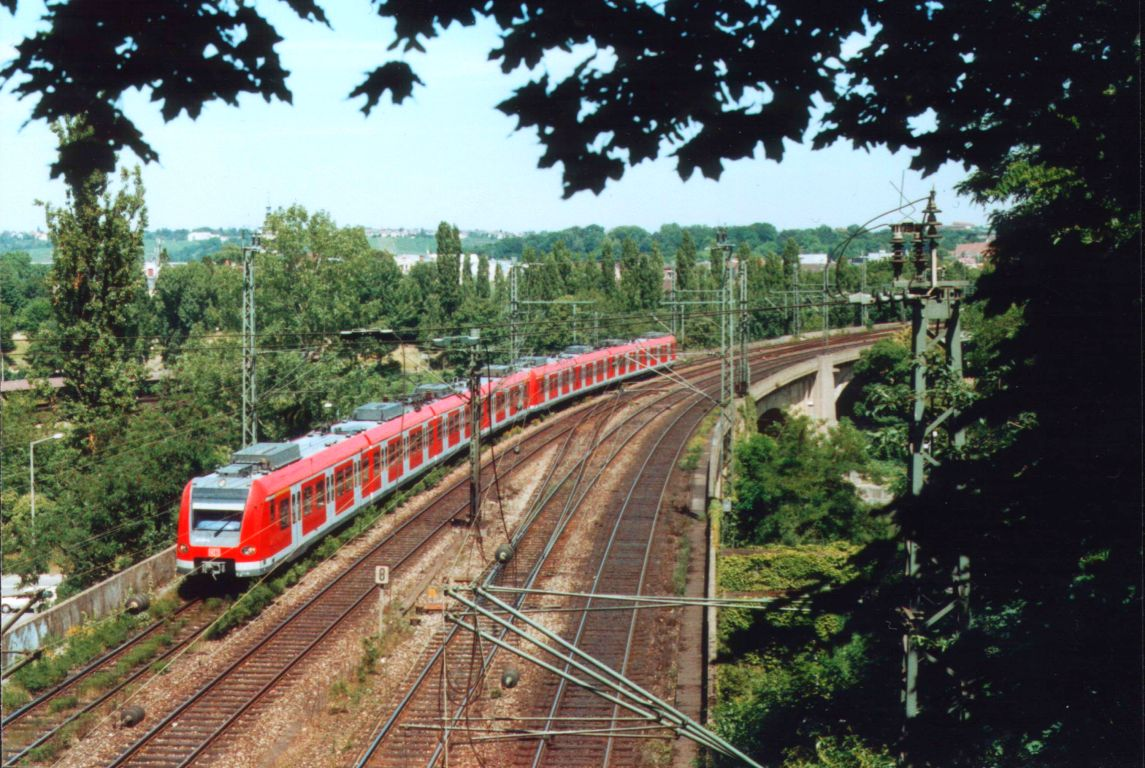
S-Bahn-Vollzug (BR-423) sobre el Puente Neckar entre Bad Cannstatt y la estación principal de Stuttgart Hauptbahnhof Weil der Stadt en la estación Hauptbahnhof (tief)

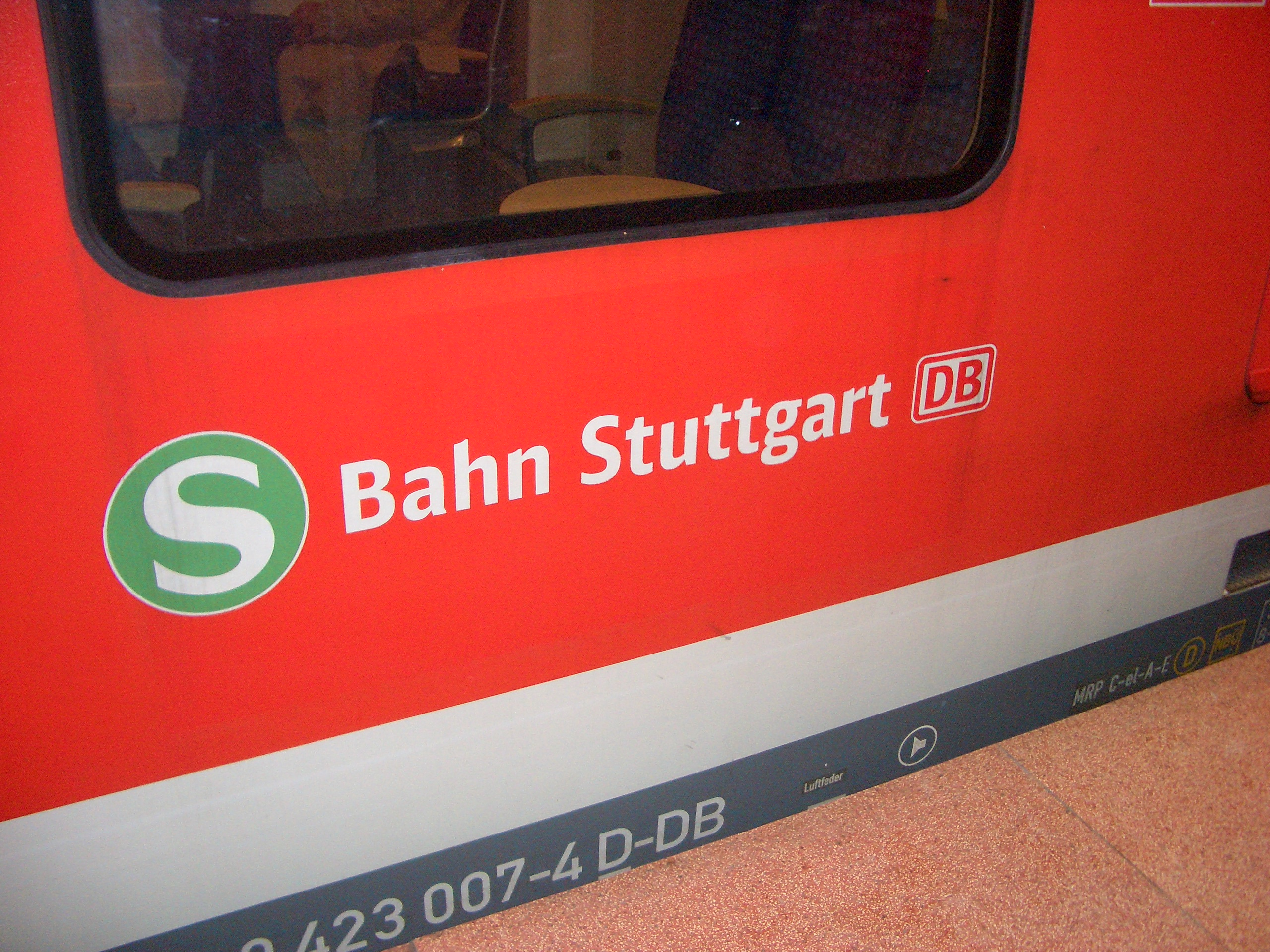
Logo y distintivos sobre los trenes

Es un sistema ferroviario de alta capacidad, que es subterráneo en el centro de Stuttgart (entre las estaciones Schwabstraße y Hauptbahnhof ), pero que opera en superficie en el resto de los tramos, compartiendo las vías, en muchos casos, con los trenes de ámbito local (Zug des Nahverkehr), trenes regionales (Regional Bahn) y algunos trenes de largo recorrido (Fernverkehr).
En su tipología, el sistema es de tronco y ramas. Todas las líneas, excepto la S60, convergen a un mismo tramo en túnel debajo de la Rotebühlstraße. Las líneas S4, S5 y S6 operan desde las ciudades del norte y hacen retorno operacional en la estación subterránea de Schwabstraße, mientras que las líneas S1, S2 y S3 vienen del norte, atraviesan el tramo subterráneo del centro, pero continúan al sur por un túnel (más allá de la estación ‘’Schwabstraße’) para servir la Universidad de Stuttgart, el aeropuerto, la feria o Messe y otras importantes ciudades como Vaihingen, Sindelfingen y Böblingen.
El S-bahn Stuttgart sirve los distritos de Böblingen, Esslingen, Ludwigsburg y Rems-Murr.

## Historia
El proyecto del S-bahn Stuttgart fue posible por la ley de financiación común para proyectos de transporte entre el gobierno federal, el gobierno de los estados federados y las autoridades de las ciudades. El tramo subterráneo entre la estación central  y la estación Schwabstraße  fue abierto al público en el año 1978. En 1981 se terminaron las líneas hacia el norte de la ciudad. 
En ese mismo año, se inició la construcción del túnel al sur de la estación Schwabstraße. En 1985 se inauguró este tramo que conecta el campus de la Universidad de Stuttgart con el centro. Las otras líneas unos años después. Hasta mediados de los años 1980, todas las líneas terminaban en la estación subterránea de Schwabstraße. Luego se prolongó el túnel hasta el barrio Vaihingen, en el sur de la ciudad, para donde el tramo principal desemboca en la línea de Stuttgart a Zúrich. A principios de los años 1990 se ha renovado y electrificado un ferrocarril cerrado para conectar el aeropuerto y la ciudad de Filderstadt. En el año 2010 se abrió una prolongación de la línea S1 hasta Kirchheim unter Teck y la nueva línea S60 entre Böblingen y Maichingen.

## Características
La red tiene una longitud total de 195,5 kilómetros y 77 estaciones. El sistema transportra diariamente 340.000 pasajeros. El sistema es operado por 552 empleados con Unidades Múltiples Eléctricas (EMU) del tipo BR-420, BR-421, BR-423 y BR-433. Los trenes pueden estar compuestos por una (tren corto o Kurzzug), dos (tren normal) o tres (tren largo Vollzug) unidades. Es decir, todas las estaciones tienen plataformas y andenes de 200m para poder albergar los trenes más largos.

## Explotación
El sistema opera en horas punta con la frecuencia de 4 trenes por hora, o intervalos de 15 minutos entre trenes. Cuando los trenes de las 6 líneas convergen en el tramo troncal, entran de forma muy precisa cada 2,5 minutos. Para mantener la frecuencia en horas valle, se proveen trenes cortos (Kurzzug). 
Durante períodos de muy baja demanda (noches, domingos y feriados), la frecuencia baja a 2 trenes por hora (a intervalos de 30 minutos). También es frecuente que no todos los trenes operen hasta las estaciones terminales y que hagan retornos operacionales en estaciones intermedias, como Ludwigsburg, aeropuerto, Rohr, Vaihingen, Esslingen o Plochingen.
En caso de eventos especiales en el estadio de Stuttgart, en el Porsche Arena o en el centro, la operación del S-bahn Stuttgart es modificada.
Las 6 líneas operan a partir de las 4:30 de la mañana desde las estaciones terminales para llegar a la estación central a las 5:00. La operación termina a la 01:00 de la madrugada. Desde diciembre de 2012 existe servicio de S-Bahn nocturno los viernes y sábados, así como vísperas de festivos, limitado a un tren por hora y línea. El consorcio de transporte regional de Stuttgart (VVS) provee también servicios de buses nocturnos.

## Líneas
| Linie | Strecke |
| ----- | --- |
| (S1)  | Kirchheim (Teck) – Wendlingen – Plochingen – Esslingen – Bad Cannstatt – Hauptbahnhof (estación principal) – Schwabstraße – Vaihingen – Rohr – Böblingen – Herrenberg          |
| (S2)  | Schorndorf – Waiblingen – Bad Cannstatt – Hauptbahnhof (estación principal) – Schwabstraße – Vaihingen – Rohr – Leinfelden-Echterdingen – Flughafen (Aeropuerto) – Filderstadt |
| (S3)  | Backnang – Waiblingen – Bad Cannstatt – Hauptbahnhof (estación principal) – Schwabstraße – Vaihingen – Rohr – Flughafen (Aeropuerto)                                           |
| (S4)  | Schwabstraße – Hauptbahnhof (estación principal) – Zuffenhausen – Ludwigsburg – Marbach - Backnang                                                                             |
| (S5)  | Schwabstraße – Hauptbahnhof (estación principal) – Zuffenhausen – Ludwigsburg – Bietigheim-Bissingen                                                                           |
| (S6)  | Schwabstraße – Hauptbahnhof (estación principal) – Zuffenhausen – Leonberg – Weil der Stadt                                                                                    |
| (S60) | Schwabstraße – Hauptbahnhof (estación principal) – Zuffenhausen – Leonberg – Renningen – Magstadt – Sindelfingen – Böblingen                                                   |
| (S62) | Zuffenhausen – Leonberg – Weil der Stadt |

- ET 420 de Deutsche Bundesbahn
- ET 423 de Deutsche Bundesbahn